# Borgeberg
Borgö/Borgebacke fornborg är en fornborg belägen i västra delen av byn Västerslät, Kläckeberga socken i Kalmar län. Borgen ligger i gränslandet mellan socknarna Kläckeberga socken, Förlösa socken, Ljungbys socken och Dörby socken. 1941 gjordes en inventering av borgen som då beskrivs som en oval fornborg 70x45 meter i öst-västlig riktning, ca 10 meter över havet. 
På nyare kartor kallas platsen Borgeberg som troligen kommer från inventeringen som gjordes 1941 där platsen benämns "Borgeberg (även Borgebacke)". På äldre kartor från storskiftet av Västerslätt 1803 kallas dock borgen för Borgö backe. Där verkar det även vara så att ett antal mindre holmar runt Borgebacke kopplas samman till fornborgen och benämns "Borgö backarna".  
Det är möjligt att socknen Kläckeberga fått sitt namn från fornborgen. Borg och berg är etymologiskt samma ord. På Öland finns exempelvis borgarna Triberga borg, Mossberga borg och Svarteberga borg.    